# Nala en Damayanti

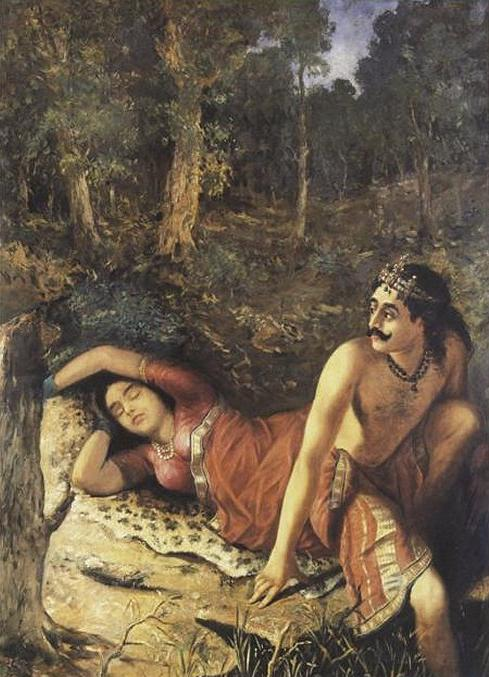
Nala verlaat Damayanthi terwijl ze slaapt

Nala, ook wel Nala en Damayanti genoemd, is een bekend verhaal in de raamvertelling van het Mahabharata-epos. Het is een liefdesverhaal waarin de vrouw (Damayanti) een actieve rol speelt. 
Nala verspeelt zijn rijk en samen worden ze verbannen naar het bos, net als in het Mahabharata-epos zelf. Nala verlaat zijn vrouw, doordat hij bezeten is door de demon Kaali, niet te verwarren met de god Kálii. Pas na allerlei avonturen vinden Nala en Damayanti elkaar weer.